# Eduardo Arias Suárez
Eduardo Arias Suárez  (Armenia, 5 de febrero de 1897-Cali, 19 de octubre de 1958) fue un escritor, periodista y odontólogo colombiano.

## Biografía
Antes de dedicarse en forma profesional a la literatura, la tipografía Hoyos Hermanos de Bogotá, presentó un tratado sobre corrección de los dientes escrito por Eduardo Arias Suárez, producto de su monografía de grado para la Escuela Dental Nacional, en 1917.
Su primera obra literaria, titulada Cuentos espirituales, fue publicada en Francia por la editorial París-América en 1928, gracias a la gestión de su amigo Eduardo Santos. En ésta, Arias Suárez escondió su identidad bajo el seudónimo de Constantino Pla. Dicha colección fue objeto de críticas positivas, al considerarlo como un narrador ingenioso, rebosante de sensibilidad y prolijo en recursos literarios.
Transcurriría casi una década, hasta 1937, para que de nuevo sus cuentos vieran la luz, esta vez en una compilación a propósito de la Selección Samper Ortega de Literatura Colombiana, bajo el título de Tres cuentistas jóvenes, páginas que compartió con José Antonio Osorio Lizarazo y Manuel García Herreros.
Dos años más tarde (en 1939) aparecería Ortigas de pasión, volumen conformado por tres novelas cortas, editado por Ediciones El Escolar.
En 1944 aparece su último volumen de cuentos publicado en vida, bajo el título de Envejecer y mis mejores cuentos, mezcla de historias inéditas, acompañadas por una selección de algunas historias ya conocidas.
En 1980, poco más de dos décadas después de su fallecimiento, el Comité de Cafeteros del Quindío consiguió publicar su novela inédita Bajo la luna negra, prologada por Baldomero Sanín Cano, luego de enfrentar la furiosa oposición de su viuda, Susana Muñoz de Arias. Dicha obra fue escrita durante su estadía en la Guayana venezolana, por allá en 1929. Tras su publicación, Bajo la luna negra fue considerada una de las piedras angulares de la novela psicológica en Colombia, al lado de La vorágine y Cuatro años a bordo de mí mismo.
La prolífica producción de Arias Suárez, en su mayoría inédita o dispersa en prensa y revistas, dejó volúmenes enteros inéditos, como es el caso de sus Cuentos Heteróclitos, aún a la espera de ser publicados.
A lo largo de su vida fue colaborador de diversas publicaciones, tales como Revista de las Indias, Revista de América, El Gráfico, Cromos, El Cuento, Bolívar, entre otras, además de El Carabobeño de Venezuela. 
Fue fundador y director de los periódicos El Pequeño Liberal y El Quindío en Armenia. Colaboró como corresponsal de El Tiempo en Italia, España y Francia. 
Sirvió, además, como presidente del Colegio de Odontólogos de Valencia, Venezuela.
Arias Suárez es el autor del himno del carnaval de Armenia.

## Obras
- Cuentos espirituales, cuentos.
- Tres cuentistas jóvenes, cuentos. En compañía con José Antonio Osorio Lizarazo y Manuel García Herreros.
- Ortigas de pasión, tres novelas cortas.
- Envejecer y mis mejores cuentos, cuentos.
- Bajo la luna negra, cuentos tuvo aprox. 150 cuentos